# Wszystko, co kocham
Wszystko, co kocham é um filme de drama polonês de 2010 dirigido e escrito por [[]]. Foi selecionado como representante da Polônia à edição do Oscar 2011, organizada pela Academia de Artes e Ciências Cinematográficas.

## Elenco
- Mateusz Kościukiewicz - Janek
- Olga Frycz - Basia Martyniak
- Jakub Gierszał - Kazik
- Andrzej Chyra - pai de Janek
- Anna Radwan - Ela
- Katarzyna Herman - Sokołowska
- Mateusz Banasiuk - Staszek
- Marek Kalita - Cpt. Sokołowski
- Igor Obłoza - 'Evil'